# Dictator orientalis
Dictator orientalis là một loài bọ cánh cứng trong họ Cerambycidae.